# Wormsgau
El Wormsgau o pagus wormatiensi fou per un temps a l'edat mitjana un comtat centrat a la vila de Worms que es va estendre cap al llarg del Rin en direcció nord i va incloure fins a Coblenza i al començament del segle IX també li va pertànyer Magúncia i Boppard però foren perdudes vers 825. Al segle X va perdre altres terres de la part mitjana del Rin en favor de Nahegau, entre les quals Ingelheim (937), Spiesheim (960), Saulheim (973) i Flonheim (996), fins al Selz, després que aquestes pèrdues definissin el seu límit nord. Aquestes pèrdues a la part septentrional foren compensades per l'expansió a l'oest i pel Rin, especialment al Pfälzerwald (Bosc del Palatinat). El Wormsgau va estar entre les possessions centrals de la dinastia Sàlica o de Francònia.

## Comtes de Wormsgau

### Robertins
- Robert I (Rupert I) (testimoniat 722/757, † abans del 764) 732 dux a Haspengau, 741/742 comes palatinus (comte palatí), vers 750 comte a Oberrhein (Alt Rin) i Wormsgau, 757 missi dominici a Itàlia. Es va casar vers 730 amb Williswinta († després del 768) fundadora el 12 de juliol del 764 de l'abadia de Lorsch, hereva de l'Alt Rin i Hahnheim a Rheinhessen (Hessen Renà), hereva del comte Adalelm.
- Robert II (Rupert II o Hruodbertus) (testimoniat 770, † 12 de juliol del 807), net de l'anterior, 795/807 comte a Wormsgau i a Oberrheingau (Alt Rin), 795 senyor de Dienheim, casat en primeres noces amb Teoderata (Tiedrada) (testimoniada 766/777, † abans del 789), i casat en segones noces amb Isengarda, 789.
- Robert III (Rupert III) († abans de 834) fill de l'anterior, comte a Wormsgau i comte a Oberrheingau vers 812/830, missi dominici imperial el 825 al bisbat de Magúncia, casat vers 808 amb Wiltruda (Waldrada) que pot ser Waldrada filla de Guillem I de Tolosa (casada en primeres noces amb un Adrià i en segones amb un Robert) o be Waldrada d'Orleans, 829/834 hereva de les terres d'Orleans, filla del comte Adrià d'Orleans i de Waldrada de la casa dels Guius o Lambertians.
- Guntram, fill de l'anterior, comte a Wormsgau 815/837
- Ruadbert (Robert), 817 comte a Saalgau, Oberrheingau i Wormsgau (de la casa de Babenberger)
- Robert I el Fort (Rupert IV de Worsgau) (+ 15 de setembre o 25 de juliol del 866 a la batalla de Brissarthe) germà de Guntram, comte a Wormsgau 836-després de 840, Abat de Saint-Martin-de-Marmoutier (dependent de Tours) el 852; comte de Tours, 853; nobilis Franciae 861/866 i comte de París, casat en primeres noces amb una dama desconeguda que podria ser Agana, i en segona (vers 864) amb Adelaida (Aelis) de Tours († després del 866) filla de comte Hug de Tours (Eticònides) i de Bava, vídua de Conrad I, comte d'Aargau i Auxerre i comte de Linzgau (casa dels Welfs)
- Werner IV (Walaho IV) († probablement abans de 890, suposat membre de la dinastia Sàlica), comte al Wormsgau després del 840, casat amb Oda, filla de Robert III.
- Megingoz I, vers 876, probablement comte al Wormsgau (dinastia Guillemida),casat amb una dama desconeguda que podria ser germana de Robert el Fort.

### Conradins
- Werner V († probablement el 920), dinastia sàlica, comte a Nahegau, Speyergau i Wormsgau vers 890/910, casat amb una dama de la casa dels Conradins
- Conrad Kurzbold o el Breu († 30 de juny de 948), comte a Wormsgau 906/907 i 932; comte a Niederlahngau 910; comte a Ahrgau 927; comte a Lobdengau, que va fundar el 910 l'Abadia de Sant Jordi a Limburg del Lahn, on fou enterrat.
- Conrad el Roig († 955), fill de Werner V, comte a Nahegau, Speyergau, Wormsgau i Niddagau, comte al ducat de Francònia, duc de Lorena, casat vers 947 amb Liutgarda de Saxònia (931-953) filla del rei Otó I (dinastia Otònida)
- Otó de Worms († 1004), fill de l'anterior, comte a Nahegau, Speyergau, Wormsgau, Elsenzgau, Kraichgau, Enzgau, Pfinzgau i Ufgau, duc de Caríntia

### Dinastia Sàlica
- Enric de Worms († 989/1000) fill d'Otó de Worms i Caríntia, comte al Wormsgau, casat amb Adelaida († probablement entre 1039 i 1046), germana dels comtes Adalbert i Gerard (Matfridians)
- Conrad II el Jove (nascut vers 1003, † 1039) nebot de l'anterior, comte a Nahegau, Speyergau i Wormsgau, duc de Caríntia (1036-1039)